# Porte de Choisy (métro de Paris)
Pour l’article homonyme, voir Porte de Choisy.
Porte de Choisy est une station de la ligne 7 du métro de Paris, située dans le 13e arrondissement de Paris.

## Situation
La station est établie sous le boulevard Masséna à l'est du carrefour de la porte de Choisy. Approximativement orientée selon un axe nord-est/sud-ouest et localisée sur la branche vers Mairie d'Ivry, elle s'intercale entre les stations Porte d'Italie et Porte d'Ivry.

## Histoire

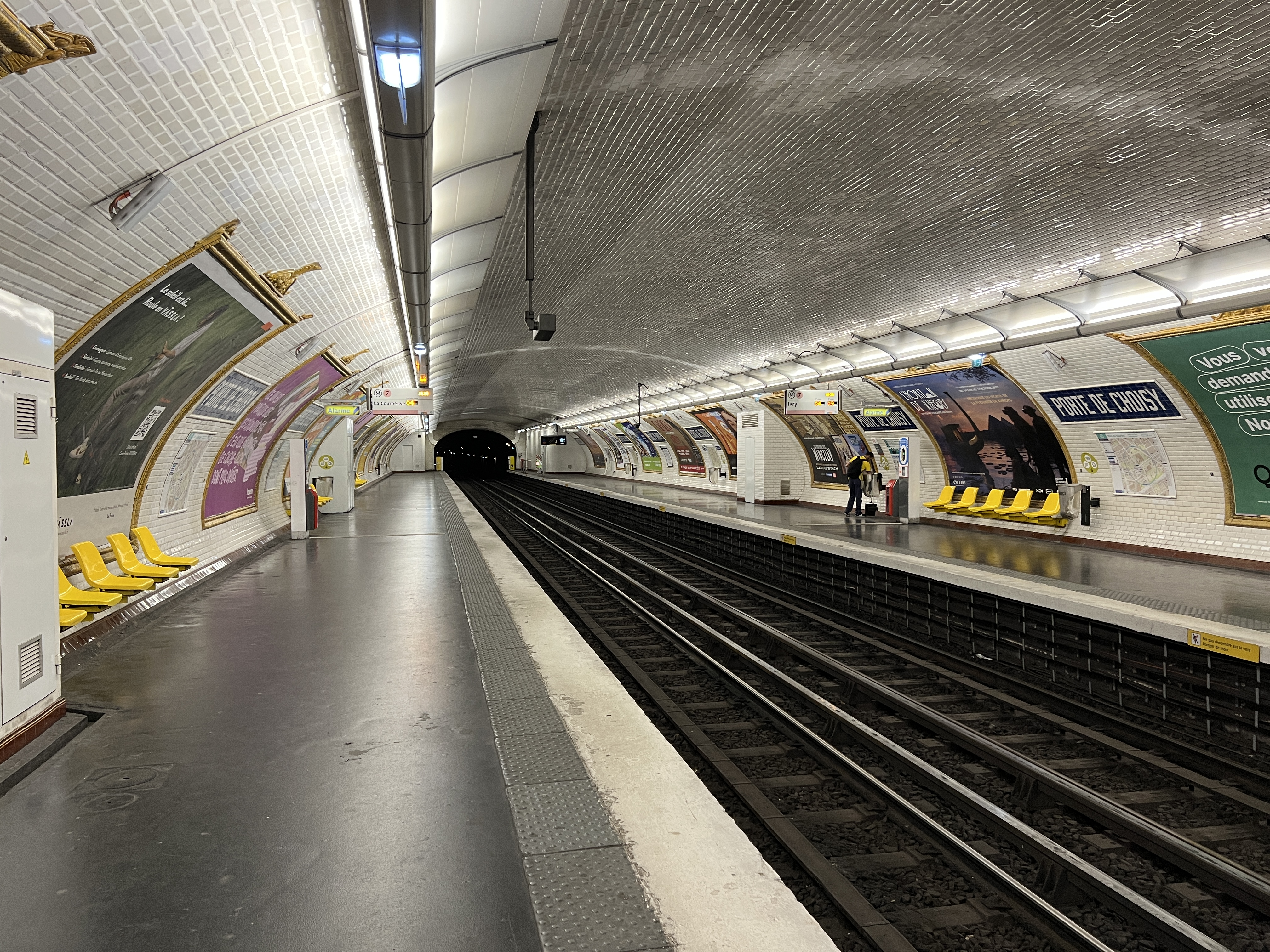
La station de métro au niveau des quais.

La station est ouverte le 7 mars 1930 avec la mise en service du prolongement de la ligne 10 depuis Place d'Italie, dont elle constitue alors provisoirement le terminus oriental (depuis Invalides).
Le 26 avril 1931, elle est transférée à la ligne 7 et devient une station de passage par la même occasion, cette ligne effectuant alors le trajet de Porte de la Villette ou de Pré-Saint-Gervais au nord jusqu'au nouveau terminus dorénavant fixé à Porte d'Ivry au sud.
Elle doit sa dénomination à son implantation sous la porte de Choisy, à la jonction de l'avenue de Choisy d'une part et de l'avenue de la Porte-de-Choisy d'autre part, voies ainsi dénommées en référence à la ville de Choisy-le-Roi à laquelle cette porte est reliée par la RN 305.
La desserte, alors assurée par l'ensemble des circulations de la ligne, ne l'est plus que par un train sur deux à compter de l'inauguration le 10 décembre 1982 d'une nouvelle antenne vers Le Kremlin-Bicêtre (actuelle branche vers Villejuif - Louis-Aragon), laquelle se détache de la ligne au-delà de la station Maison Blanche.
Dans le cadre du programme « Renouveau du métro » de la RATP, les couloirs de la station et l'éclairage des quais ont été rénovés le 22 septembre 2005.
En 2019, 2 598 026 voyageurs sont entrés à cette station ce qui la place à la 200e position des stations de métro pour sa fréquentation sur 302,.
En raison de travaux d'aménagement (création d'un nouvel accès), la station est fermée du 6 janvier 2020 au 29 juin 2020,.
En 2020, avec la crise du Covid-19, 647 656 voyageurs sont entrés dans cette station, ce qui la place à la 282e position sur 304 des stations de métro pour sa fréquentation,.
En 2021, selon les estimations de la RATP, 1 592 144 voyageurs sont entrés dans cette station ce qui la place à la 221e position des stations de métro pour sa fréquentation.

## Services aux voyageurs

### Accès

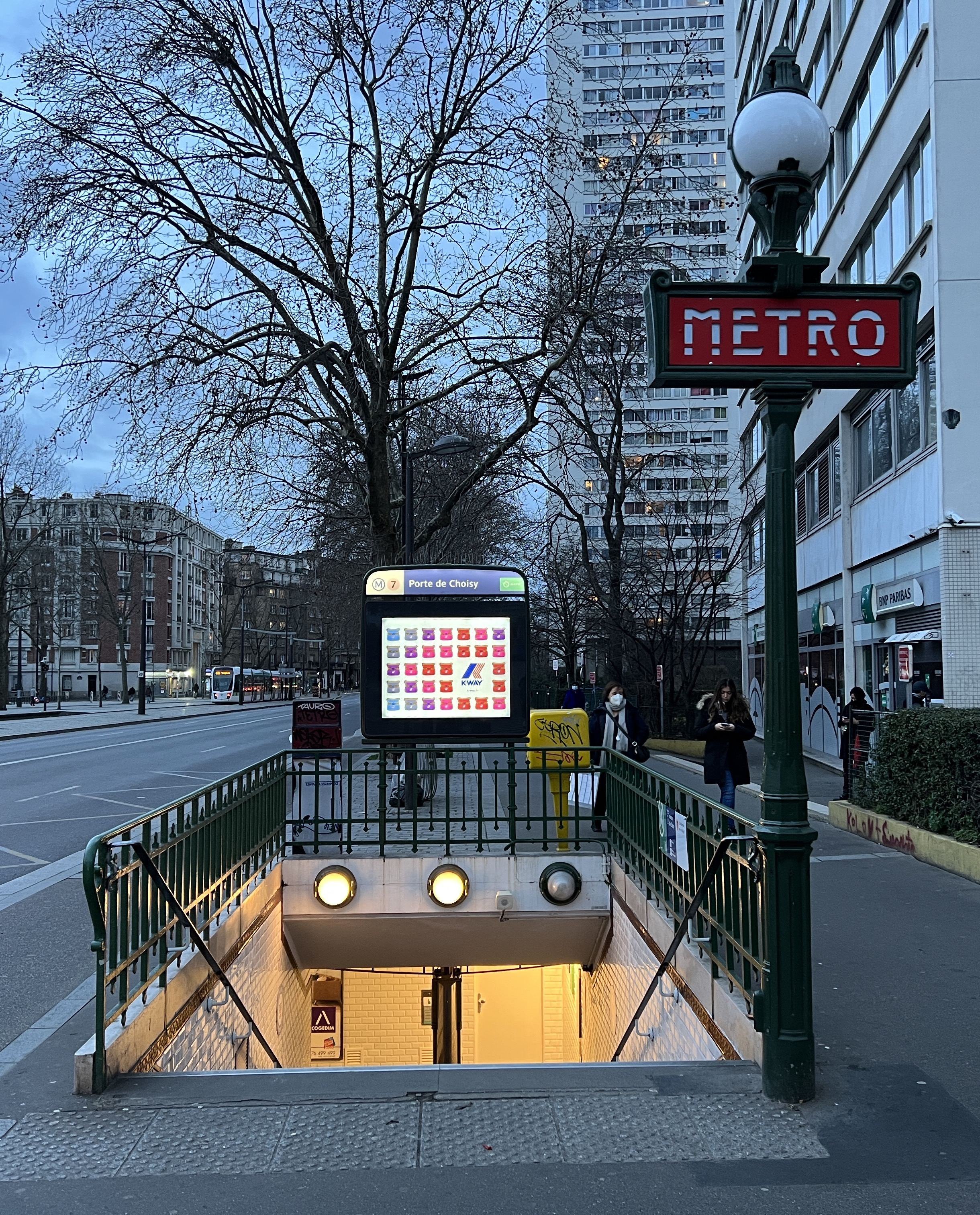
Accès à la station sur le boulevard Masséna.

La station dispose de deux accès répartis en quatre bouches de métro :
- l'accès 1 « Avenue de la Porte-de-Choisy » comprenant deux escaliers fixes ainsi qu'un escalier mécanique montant depuis le quai en direction de Mairie d'Ivry, débouchant sur le quai central de la station du tramway au droit du no 115 du boulevard Masséna ;
- l'accès 2 « Boulevard Masséna », constitué d'un escalier fixe agrémenté d'une balustrade et d'un mât de type Dervaux, se trouvant face au no 124 de ce boulevard à l'angle avec l'avenue de Choisy.

### Quais
Porte de Choisy est une station de configuration standard : elle possède deux quais séparés par les voies du métro et la voûte est elliptique. La décoration est du style utilisé pour la majorité des stations du métro : les bandeaux d'éclairage sont blancs et arrondis dans le style « Gaudin » du renouveau du métro des années 2000, et les carreaux en céramique blancs biseautés recouvrent les pieds-droits, la voûte et les tympans. Les cadres publicitaires sont en faïence de couleur miel et le nom de la station est également en faïence dans le style de la CMP d'origine. Les sièges sont de style « Motte » de couleur jaune.

### Intermodalité
Elle est l'une des quatre stations de métro, avec Porte de Versailles, Balard et Porte de Vincennes, à être située à l'une des portes de Paris et dont la desserte est assurée par deux tramways distincts (ce sont également les seules stations du métro parisien à être connectées avec deux lignes de tramways).
La station est en correspondance avec les lignes T3a et T9 du tramway d'Île-de-France. La nuit, elle est desservie par la ligne N31 du réseau de bus Noctilien.
Pour faciliter la correspondance avec le T9, qui remplace la ligne de bus 183 depuis le 10 avril 2021, des travaux d'un nouvel accès passant sous les voies du T3a ont été entrepris à partir de l'été 2019.

## À proximité
- La porte de Choisy est une porte d'entrée du quartier asiatique de Paris, dans le 13e arrondissement.
- Halle Georges-Carpentier